# サイード・マルーフ
ミールサイード・マルーフ＝ラクラーニー（ペルシア語: میر سعید معروف لكرانی、英語: Marouflakrani Mir Saeid、1985年10月20日 - ）は、イランの男子バレーボール選手。オルーミーイェ出身。ポジションはセッター。イラン代表。

## 来歴
ユース代表として出場した2003年ユース世界選手権で銅メダルを獲得。2004年からはジュニア代表も務め、2005年ジュニア世界選手権に出場した。
2007年にイラン代表のセッターに選出され、2008年北京オリンピック世界最終予選に出場。8カ国中6位に終わり出場権獲得には結びつかなかったが、イランの司令塔としてチームを牽引し、ベストセッター部門1位の高い数値を残した。同年アジアカップで初優勝、2009年アジア選手権で準優勝し、2009年ワールドグランドチャンピオンズカップに初出場した。
2010年、自国開催されたアジアカップ決勝で中国をストレートで降して2連覇へと導き、ベストセッター賞を受賞した。

## 球歴
- ワールドグランドチャンピオンズカップ - 2009年（5位）
- アジア大会 - 2010年（準優勝）、2014年（優勝）
- アジア選手権 - 2009年（準優勝）

## 所属クラブ
- Pegah Urmia VC（2003-2004年）
- Sanam VC（2004-2006年）
- Shahrdari Gonbad VC（2006-2007年）
- サイパ・テヘランVC （2007-2010年）
- Damash Gilan VC（2010-2011年）
- Kalleh Mazandaran VC（2011-2012年）
- Shahrdari Urmia VC（2012-2013年）
- Matin Varmin VC（2013-2014年）
- Shahrdari Urmia VC（2014年）
- ゼニト・カザン（2014-2015年）
- Shahrdari Urmia VC（2015-2016年）
- ペイカン・テヘランVC（2016-2018年）
- Emma Villas Siena（2018-2019年）
- Beijing BAIC Motor（2019-2021年）
- Fenerbahçe Istanbul（2022年）
- ペイカン・テヘランVC（2022年）
- Fenerbahçe Istanbul（2022-2023年）
- Shahdab Yazd（2023年）

## 受賞歴
- 2010年 - アジアカップ・バレーボール選手権 ベストセッター
- 2014年 - 2014年バレーボール・ワールドリーグ ベストセッター